# Chrerng Polroth
Chrerng Polroth (Phnomh Penh, 7 luglio 1997) è un calciatore cambogiano, centrocampista del Visakha.

## Carriera

### Club
Esordisce nel 2015 con il National Defense Ministry.

### Nazionale
Esordisce in Nazionale nel 2015.

## Statistiche

### Cronologia presenze e reti in nazionale
| Cronologia completa delle presenze e delle reti in nazionale ― Cambogia | Cronologia completa delle presenze e delle reti in nazionale ― Cambogia | Cronologia completa delle presenze e delle reti in nazionale ― Cambogia | Cronologia completa delle presenze e delle reti in nazionale ― Cambogia | Cronologia completa delle presenze e delle reti in nazionale ― Cambogia | Cronologia completa delle presenze e delle reti in nazionale ― Cambogia | Cronologia completa delle presenze e delle reti in nazionale ― Cambogia | Cronologia completa delle presenze e delle reti in nazionale ― Cambogia |
| Data                                                                    | Città                                                                   | In casa                                                                 | Risultato                                                               | Ospiti                                                                  | Competizione                                                            | Reti                                                                    | Note                                                                    |
| ----------------------------------------------------------------------- | ----------------------------------------------------------------------- | ----------------------------------------------------------------------- | ----------------------------------------------------------------------- | ----------------------------------------------------------------------- | ----------------------------------------------------------------------- | ----------------------------------------------------------------------- | ----------------------------------------------------------------------- |
| 24-03-2016                                                              | Seeb                                                                    | Siria                                                                   | 6 – 0                                                                   | Cambogia                                                                | Qual. Mondiali 2018                                                     | -                                                                       |                                                                         |
| 07-06-2016                                                              | Phnom Penh                                                              | Cambogia                                                                | 0 – 3                                                                   | Taipei cinese                                                           | Qual. Coppa d'Asia 2019                                                 | -                                                                       |                                                                         |
| 01-09-2016                                                              | Hong Kong                                                               | Hong Kong                                                               | 4 – 2                                                                   | Cambogia                                                                | Amichevole                                                              | 1                                                                       |                                                                         |
| 15-10-2016                                                              | Phnom Penh                                                              | Cambogia                                                                | 2 – 1                                                                   | Laos                                                                    | Qual. Campionato dell'ASEAN di calcio 2016                              | -                                                                       |                                                                         |
| 18-10-2016                                                              | Phnom Penh                                                              | Brunei                                                                  | 0 – 3                                                                   | Cambogia                                                                | Qual. Campionato dell'ASEAN di calcio 2016                              | -                                                                       |                                                                         |
| 21-10-2016                                                              | Phnom Penh                                                              | Cambogia                                                                | 3 – 2                                                                   | Timor Est                                                               | Qual. Campionato dell'ASEAN di calcio 2016                              | -                                                                       |                                                                         |
| 20-11-2016                                                              | Yangon                                                                  | Malaysia                                                                | 3 – 1                                                                   | Cambogia                                                                | Campionato dell'ASEAN di calcio 2016 - 1º turno                         | -                                                                       |                                                                         |
| 23-11-2016                                                              | Yangon                                                                  | Cambogia                                                                | 1 – 3                                                                   | Birmania                                                                | Campionato dell'ASEAN di calcio 2016 - 1º turno                         | -                                                                       |                                                                         |
| 26-11-2016                                                              | Naypyidaw                                                               | Vietnam                                                                 | 2 – 1                                                                   | Cambogia                                                                | Campionato dell'ASEAN di calcio 2016 - 1º turno                         | 1                                                                       |                                                                         |
| 14-01-2017                                                              | Abu Dhabi                                                               | Cambogia                                                                | 2 – 7                                                                   | Arabia Saudita                                                          | Amichevole                                                              | -                                                                       |                                                                         |
| 22-03-2017                                                              | Phnom Penh                                                              | Cambogia                                                                | 2 – 3                                                                   | India                                                                   | Amichevole                                                              | -                                                                       | 56’                                                                     |
| 28-03-2017                                                              | Amman                                                                   | Giordania                                                               | 7 – 0                                                                   | Cambogia                                                                | Qual. Coppa d'Asia 2019                                                 | -                                                                       | 57’                                                                     |
| 08-06-2017                                                              | Phnom Penh                                                              | Cambogia                                                                | 2 – 0                                                                   | Indonesia                                                               | Amichevole                                                              | -                                                                       | 45+2’ 81’                                                               |
| 13-06-2017                                                              | Phnom Penh                                                              | Cambogia                                                                | 1 – 0                                                                   | Afghanistan                                                             | Qual. Coppa d'Asia 2019                                                 | -                                                                       |                                                                         |
| Totale                                                                  |                                                                         | Presenze                                                                | 14                                                                      |                                                                         | Reti                                                                    | 2                                                                       |                                                                         |

## Palmarès

### Club

#### Competizioni nazionali
- Hun Sen Cup: 1

Visakha: 2020